# アンティーク カルネヴァーレ
『アンティーク カルネヴァーレ』（ANTIQUE CARNEVALE）は、スクウェア・エニックスが運営しYahoo!ゲーム ゲームプラスより配信されていたHTML5用ブラウザゲーム。サービス期間は2017年7月18日 - 2018年4月26日。基本プレイ無料（アイテム課金制）。
略称は『アンカル』。

## 概要
Yahoo!ゲームのオンラインゲームサービスである「Yahoo!ゲーム ゲームプラス」用オリジナルタイトルとしてリリースされた、スクウェア・エニックスの新規IPによるRPG。
「人形」をキーとしたファンタジー世界観によるRPG。戦闘システムに盤上ゲームの要素を加えたゲームデザインが特徴。
2018年4月26日をもってサービス終了。

## 登場キャラクター
アメリア
声 - 佐倉綾音

ベルンハルト
声 - 花江夏樹

エレナ
声 - 田村ゆかり

トーマス
声 - 梶裕貴

メイ
声 - 小倉唯